# Sweeney Todd: The Demon Barber of Fleet Street (musical)
Sweeney Todd: The Demon Barber of Fleet Street è un musical scritto da Stephen Sondheim (musiche e testi) e Hugh Wheeler (libretto), vincitore di otto Tony Award nel 1979, basato sul dramma teatrale Sweeney Todd, the Demon Barber of Fleet Street di Christopher Bond del 1973, a sua volta ispirato al romanzo Sweeney Todd - Il diabolico barbiere di Fleet Street (The String of Pearls) del 1846. Quest'ultimo aveva già visto una trasposizione teatrale nel 1847, con il nome di The String of Pearls; or, The Fiend of Fleet Street scritta da George Dibdin Pitt.
L'edizione originale diretta da Harold Prince debuttò all'Uris Theatre il 1º marzo 1979, e le repliche si susseguirono ininterrottamente fino al 29 giugno 1980.

## Trama

### Prologo
Durante il Prologo la compagnia commenta la storia di Sweeney Todd, mentre il suo corpo viene seppellito. Inspiegabilmente, Sweeney torna in vita, e racconta lui stesso la sua storia (The ballad of Sweeney Todd).

### Atto I
Siamo a Londra nel 1846 e una nave mercantile giunge in porto: scendono il giovane marinaio Anthony e Sweeney Todd, un enigmatico individuo, salvato da Anthony da un naufragio. Todd sembra conoscere già Londra, e racconta ad Anthony la storia di un barbiere, arrestato e condannato con una falsa accusa da un giudice affinché potesse approfittare della sua bellissima moglie (The barber and his wife). Todd ringrazia Anthony e si allontana, verso Fleet Street, inveendo contro Londra. Egli infatti è il barbiere, Benjamin Barker, tornato dai lavori forzati dopo quindici anni a casa. Ma quando torna a Fleet Street, Mrs. Lovett, una sua vicina, proprietaria del negozio dei peggiori meat pies di Londra (per sua stessa ammissione), gli racconta che Lucy Barker, la moglie, dopo essere stata violentata dal Giudice Turpin aveva scelto di suicidarsi avvelenandosi; della neonata figlia Johanna si prese cura il giudice, ed ora la ragazza è una bella adolescente (Poor thing). Mrs. Lovett riconsegna a Todd i suoi vecchi rasoi, e il barbiere inizia già ad aspirare alla vendetta (My friends).
Anthony, per le vie di Londra, scorge la bella Johanna mentre nutre degli uccellini (Green finch and linnet bird); invaghitosene, ne compra uno per regalarglielo, ma viene fermato e bloccato dal giudice e dal Messo Bamford, che gli intimano di non farsi più vedere presso la loro casa. Anthony tuttavia esprime il desiderio di rivederla e farla sua (Johanna). Intanto, al mercato, Todd e Mrs. Lovett assistono alla pubblicità fatta al fantomatico elisir del barbiere italiano Adolfo Pirelli (Pirelli Miracle Elixir). Todd afferma che si tratti di una truffa, e viene sfidato dal barbiere a chi farà una rasatura perfetta ad un cliente. Vince Todd, ma Pirelli giura di vendicarsi. Più tardi incontra l'usciere Bamford e lo convince a far venire il giudice Turpin da lui per un taglio. Il giudice propone a Johanna di sposarlo, con estremo disgusto e orrore di lei (Mea Culpa).
Intanto Johanna ed Anthony si incontrano, e progettano la loro fuga (Kiss me), all'insaputa del giudice. Pirelli si reca a trovare Todd, e gli rivela di essere, in realtà, Daniel O'Higgins, un suo ex-garzone di origine irlandese. Detto ciò, Pirelli/O'Higgins minaccia di rivelare tutta la verità su di lui se non gli consegnerà periodicamenta la metà dei suoi guadagni. Todd prima lo aggredisce, poi gli taglia la gola, nascondendo il corpo in un baule. Il giudice si reca da Todd, per farsi bello per Johanna (Pretty women), e, proprio mentre Todd sta per colpirlo, entra Anthony correndo e gridando all'amico il piano per far scappare Johanna. Il giudice si indigna, giurando di non tornare più nel negozio. Todd furioso caccia Anthony, e, non potendo vendicarsi, decide di sfogare la sua rabbia sui clienti (Epiphany). Ad eliminare i corpi ci penserà Mrs. Lovett: si servirà dei clienti per farcire i suoi pasticci di carne (A Little Priest).

### Atto II
Mrs. Lovett, dopo aver assunto l'assistente di Pirelli, Toby, come aiutante in negozio, si compiace del successo dei suoi pasticci (God, that's good) e Todd si compiace della nuova sedia da barbiere. Anthony pensa a Johanna (che è stata rinchiusa dal giudice nel manicomio del dottor Jonas Fogg), mentre Todd taglia la gola ai suoi clienti; una mendicante pazza continua ad affermare che il diavolo operi nel negozio di Mrs. Lovett (quartetto Johanna).
Per il successo del negozio, Mrs. Lovett propone a Todd una vacanza al mare (By the Sea), a cui segue una richiesta di matrimonio, mancata, dato che entra Anthony, gridando che ha scoperto dove si trova Johanna. Con un pretesto, Anthony entrerà e rapirà la fanciulla, uccidendo il dottor Fogg, mentre Todd avviserà, con una lettera, il giudice Turpin della fuga di Johanna e Anthony. Intanto Toby esprime la sua preoccupazione a Mrs. Lovett, perché teme che Todd sia una persona pericolosa; Mrs. Lovett lo rassicura (Not While I'm Around), ma capisce che il ragazzo, benché ne sia affezionata, sa troppo, e lo chiude nello scantinato, per farlo uccidere da Todd. Intanto l'usciere Bamford si reca da Mrs. Lovett, lamentandosi del cattivo odore che esce dal suo negozio: Todd lo conduce nel suo negozio, dove lo uccide. Tramite un passaggio segreto il corpo dell'usciere (così come quello di tutti gli altri malcapitati clienti) finisce nello scantinato, terrorizzando Toby, già sconvolto dopo aver trovato un dito umano in un pasticcio di carne; il ragazzo fugge per le fogne.
Intanto Anthony lascia Johanna, travestita da marinaio, momentaneamente da sola nel negozio di Todd; lì, la Mendicante entra, e sembra avere dei ricordi legati al posto. Viene scoperta da Todd, che, per evitare che il giudice Turpin li scopra, la uccide e la fa cadere nello scantinato. Il giudice arriva, e Todd lo convince a farsi radere: stavolta l'occasione non manca, e il giudice viene ucciso, non prima di aver riconosciuto in Todd l'antico rivale Benjamin Barker. Todd scopre Johanna, scambiandola per un ragazzo, e fa per ucciderla, ma si blocca, sentendo un grido di Mrs. Lovett nello scantinato. Todd ordina a Johanna di dimenticare il suo volto. Nello scantinato Mrs. Lovett era stata presa per la veste dal giudice Turpin, ormai morente. E, con orrore, sia lei, sia Todd riconoscono nella Mendicante la moglie di Todd, Lucy: ella non era morta, ma il veleno l'aveva resa pazza. Todd accusa Mrs. Lovett di avergli mentito, ma la donna afferma di aver fatto tutto solo per il suo bene. Apparentemente Todd la perdona, e torna a ballare con lei, ma poi la getta nel forno dei suoi pasticci di carne. Todd si accascia accanto al corpo della moglie, e viene ucciso con i suoi stessi rasoi da Toby, che ha perso il lume della ragione.

### Epilogo
La compagnia riprende la ballata di Sweeney Todd.

## Personaggi
| Personaggio                    | Registro vocale         | Descrizione | Broadway, 1979     | Altri interpreti |
| ------------------------------ | ----------------------- | --- | ------------------ | --- |
| Sweeney Todd/Benjamin Barker   | Basso-baritono/baritono | Protagonista. Cupo e vendicativo barbiere. Fuggito dalla colonia penale in cui è ingiustamente prigioniero viene salvato da Anthony Hope, che lo porta a Londra. Qui, con l'aiuto della signora Lovett, macellerà i suoi nemici e innocenti clienti.                                                                                                 | Len Cariou         | Thomas Allen, Alun Armstrong, Michael Ball, David Bedella, Steve Burton, Michael Cerveris, Julio Chávez, Andrea Croci, David Cryer, Jason Donovan, Gregg Edelman, Ed Evanko, Alexander Gemignani, Kelsey Grammer, Leon Greene, Josh Groban, Nathan Gunn, Bob Gunton, George Hearn, Peter Jöback, Norm Lewis, Terrence Mann, Hugh Maynard, Jeff McCarthy, Michael McCarthy, Mark McKerracher, James Monroe Iglehart, Timothy Nolen, Hugh Panaro, Robert Petkoff, Denis Quilley, Jeremy Secomb, David Shannon, Brian Stokes Mitchell, Bryn Terfel, Anthony Warlow, Dave Willetts |
| Mrs Lovett                     | Contralto/mezzosoprano  | Cinica e sadica venditrice di pasticcio che ne cucina di migliori con le carni delle vittime del socio Sweeney Todd. È vedova e innamorata di Sweeney. | Angela Lansbury    | Rosemary Ashe, Annaleigh Ashford, Valda Aviks, Christine Baranski, Gillian Bevan, Elaine Bonazzi, Stephanie Blythe, Carolee Carmello, Donna Lynne Champlin, Judi Connelli, Rosalind Elias, Beth Fowler, Maria Friedman, Jenny Galloway, Annie Golden, Sheila Hancock, Gillian Hanna, Harriet Sansom Harris, June Havoc, Nancye Hayes, Judy Kaye, Beverley Klein, Simone Kleinsma, Dorothy Loudon, Patti LuPone, Siobhán McCarthy, Julia McKenzie, Marcia Mitzman Gaven, Karen Morrow, Pamela Myers, Caroline O'Connor, Elaine Paige, Felicity Palmer, Faith Prince, Anita Reeves, Lea Salonga, Emily Skinner, Dorothy Stanley, Jean Stapleton, Imelda Staunton, Susan Jane Tanner, Emma Thompson, Sally Ann Triplett, Geraldine Turner, Karen Ziemba |
| Anthony Hope                   | Tenore                  | Giovane marinaio che salva Sweeney Todd e lo porta a Londra. È innamorato di Johanna Barker. | Victor Garber      | Norman Bowman, Daniel Boys, Peter Cousens, Jordan Fisher, Cris Groenendaal, Nathan Gunn, Matt Doyle, Stephen Lehew, Nadim Naaman, Craig Mather, Chris McCarrell, Jay Armstrong Johnson, Jim Walton, Davis Gaines, Adrian Lester, Franc D'Ambrosio, Hugh Panaro, David Shannon, Ryan Silverman, Max von Essen, Jim Walton |
| Tobias Ragg                    | Tenore                  | Un giovane ritardato sfruttato da Pirelli e garzone di Nellie Lovett. Non si fida di Todd. | Ken Jennings       | Roger Bart, Neil Patrick Harris, Eddie Korbich, Gaten Matarazzo, Adrian Lewis Morgan, Michael Staniforth, Ed Sanders, Joe Locke |
| Giudice Turpin                 | Basso/Basso-baritono    | Antagonista. Un giudice corrotto che imprigiona Benjamin Barker per violentarne la moglie e adottare la figlia Johanna, crescendola come sua pupilla. | Edmund Lyndeck     | John Bowe, David Cryer, Ken Howard, Paul Plishka, Timothy Nolen, Mark Jacoby, Philip Quast, Denis Quilley, Mark McKerracher, Sherrill Milnes, Walter Charles, Nicholas Wyman |
| Messo Bamford                  | Tenore/controtenore     | Braccio destro di Turpin e complici nei suoi reati. | Jack Eric Williams | Peter Polycarpou, Alex Gaumond, Alexander Gemignani, John Aler, Barry James, Michael McCarty, Brad Oscar, Robert Tear |
| Johanna Barker                 | Soprano                 | Figlia quindicenne e bellissima di Benjamin e Lucy Barker. Cresciuta con il Giudice Turpin che la vuole sposare. È innamorata di Anthony Hope | Sarah Rice         | Lucy May Barker, Jayne Wisener, Rebecca Luker, Celia Keenan-Bolger, Anna O'Byrne, Alice Ripley, Emma Williams, Betsy Joslyn, Lisa Vroman, Katie Hall |
| Mendicante                     | Soprano                 | Moglie di Benjamin Barker e madre di Johanna. Violentata dal giudice Turpin decide di avvelenarsi con l'arsenico. Ma il veleno non fa completamente effetto, lasciandola in uno stato di follia permanente. Bazzica nel porto e davanti alla casa del giudice.                                                                                       | Merle Louise       | Audra McDonald, Rosalie Craig, Victoria Clark, Mary Beth Peil, Dilys Watling, Melissa Manchester, Ruthie Ann Miles, Sheila Reid, Rosemary Ashe, Pia Douwes, Debra Byrne, Rosalind Plowright, Hollis Resnik |
| Adolfo Pirelli/Danny O'Higgins | Tenore                  | Barbiere irlandese che si finge italiano con il nome di Adolfo Pirelli. È vanaglorioso e bugiardo (dice di aver fatto la barba anche al papa) e un truffatore. Infatti mischia urina e inchiostro e lo vende come “Elisir Magico” che fa ricrescere i capelli. Era stato garzone di bottega di Benjamin Barker ed è la prima vittima di Sweeney Todd | Joaquin Romaguera  | John Aron, John Owen-Jones, Ruthie Ann Miles, Donna Lynne Champlin, Christian Borle, Sal Mistretta, Stanford Olsen, Scott Waara |
| Jonas Fogg                     | Ruolo parlato           | È il direttore del manicomio in cui il Giudice Turpin rinchiude Johanna. Taglia i capelli dei suoi pazienti per venderli ai produttori di parrucche. Johanna gli spara mentre evade dal manicomio. | Robert Ousley      | |

## Numeri musicali

### Atto I
- The Ballad of Sweeney Todd: compagnia
- No Place Like London: Anthony Hope, Sweeney Todd e la mendicante
- The Barber and His Wife: Sweeney Todd
- The Worst Pies in London: Mrs. Lovett
- Poor Thing: Mrs. Lovett
- My Friends: Sweeney Todd e Mrs. Lovett
- Green Finch and Linnet Bird: Johanna
- Ah, Miss: Anthony Hope e la mendicante
- Johanna: Anthony Hope
- Pirelli's Miracle Elixir: Tobias Ragg, Sweeney Todd, Mrs. Lovett e astanti
- The Contest: Pirelli
- Wait: Mrs. Lovett
- Kiss me: Johanna e Anthony Hope
- Ladies in Their Sensitivities: Beadle
- Quartet: Johanna, Anthony Hope, Beadle e il giudice Turpin
- Pretty Women: Sweeney Todd e il giudice Turpin
- Epiphany: Sweeney Todd
- A Little Priest: Sweeney Todd e Mrs. Lovett

### Atto II
- God, That's Good!: Tobias Ragg, Mrs. Lovett, Sweeney Todd, la mendicante e i clienti
- Johanna (Reprise): Anthony Hope, Sweeney Todd, Johanna e la mendicante
- By the Sea: Mrs. Lovett
- Not While I'm Around: Tobias Ragg e Mrs. Lovett
- Parlour Songs: Beadle e Mrs. Lovett
- Final Sequence: Anthony Hope, la mendicante, Sweeney Todd, giudice Turpin, Mrs. Lovett, Johanna e Tobias Ragg
- The Ballad of Sweeney Todd (Reprise): compagnia

## Tematiche
Sweeney Todd, così come è stato scritto da Sondheim, è una storia di vendetta che si consuma per mezzo di un individuo tormentato. Sondheim stesso ha detto "…quello di cui il musical parla veramente è l'ossessione."
Harold Prince, regista della produzione originale, ha detto che la trama è una metafora del capitalismo e dei suoi difetti. Ha detto: “L'ho capito leggendolo non con la chiave della vendetta, ma con quella della rivalsa sociale, della lotta contro i potenti corrotti e per uscire dalla classe in cui si nasce”.

## Produzioni

### Broadway
La produzione originale di Broadway aprì all'Uris Theatre il 1º marzo 1979 e chiuse il 29 giugno 1980, dopo 557 repliche e 19 anteprime. Diretta da Harold Prince e coreografata da Larry Fuller, la produzione originale aveva le scenografie di Eugene Lee, i costumi di Franne Lee e le luci Ken Billington. Il cast originale includeva Angela Lansbury nel ruolo di Mrs. Lovett, Len Cariou in quello di Todd, Victor Garber in quello di Anthony, Sarah Rice in quello di Johanna, Merle Louise nella parte della Mendicante, Ken Jennings in quella di Tobias, Edmund Lyndeck in quella del giudice Turpin, Joaquin Romaguera in quella di Pirelli e Jack Eric Williams interpretava il messo Bamford. La produzione fu nominata a nove Tony Award, vincendone otto, tra cui quello per il Miglior musical. Dorothy Loudon e George Hearn rimpiazzarono la Lansbury e Cariou alla scadenza del loro contratto. Il primo tour statunitense del musical partì il 24 ottobre 1980 a Washington e terminò nell'agosto 1981 a Los Angeles. I ruoli dei due protagonisti erano ricoperti dalla Lansbury e da Hearn. La serata finale del tour è stata registrata e trasmessa in televisione 12 settembre 1982, ricevendo ottime recensioni. Il primo tour nel Nord America partì il 23 febbraio 1982 a Wilmington, Delaware e terminò il 17 giugno 1982 a Toronto. Il ruolo dei due protagonisti era ricoperto da June Havoc e Ross Petty.

### West End
La prima produzione londinese del musical ha aperto il 2 giugno 1980 al Drury Lane Theatre, con Denis Quilley (Todd), Sheila Hancock (Lovett), Andrew C. Wadsworth (Anthony), Mandy More (Johanna), Michael Staniforth (Tobias), Austin Kent (Turpin), Dilys Watling (Mendicante), David Wheldon-Williams (Bamford), Oz Clarke (Jonas Fogg) e John Aron (Pirelli). Il musical rimase in scena per 157 repliche. Nonostante avesse ricevuto critiche contrastanti, il musical vinse nel 1980 il Laurence Olivier Award per il miglior musical.

### Revival di Broadway
Il primo revival di Broadway del musical aprì al Circle in the Square Theatre il 14 settembre 1989, dove rimase in scena per un totale di 188 repliche e 47 anteprime. Questa produzione era prodotta da Theodore Mann e diretta da Susan H. Schulman. Il cast includeva Bob Gunton, Beth Fowler, Jim Walton, Eddie Korbich, Michael McCarty e David Barron. Il musical fu nominato a quattro Tony Awards (Miglior Revival, miglior attore, miglior attrice e miglior regia), senza vincerne nessuno.

### Revival del West End
Nel 1993 Sweeney Todd è stato nuovamente messo in scena a Londra, al Royal National Theatre. Il cast includeva Alun Armstrong (Sweeney Todd), Julia McKenzie (Mrs Lovett; entrambi premiati con il Laurence Olivier Award per le loro interpretazioni), Adrian Lester (Antony), Adrian Lewis Morgan (Toby), Denis Quilley (Turpin), Sheila Reid (Lucy) e Barry James (Messo). Declan Donnellan, il regista, era stato ingaggiato direttamente da Sondheim per le sue doti. Questa produzione vinse il Laurence Olivier, oltre per i due attori già citati, per il miglior revival e altri due attori furono nominati come migliori attori non protagonisti; anche la regia di Donnellan è stata nominata all'Olivier Award.

### Los Angeles
Nel 1994 la East West Players di Los Angeles ha allestito una nuova produzione del musical diretta da Tim Dang. La sala del teatro era di dimensioni modeste e poteva accogliere un pubblico di sole 99 persone. La produzione ha ricevuto cinque Ovation Awards tra cui quello per la miglior regia a Dang.

### Kennedy Center
In quanto parte del “Sondheim Celebration”, Sweeney Todd ha replicato all'Eisenhower Theatre del Kennedy Center dal 10 maggio al 30 giugno 2002. Il cast comprendeva Brian Stokes Mitchell (Todd), Christine Baranski (Lovett), Hugh Panaro (Anthony), Mary Beth Peil (Mendicante), Walter Charles (Giudice Turpin; Charles era un membro del cast originale di Broadway) e Celia Keenan-Bolger (Johanna). La produzione era diretta da Christopher Ashley e coreografata da Daniel Pelzig.

### Secondo revival del West End
Nel 2004 John Doyle ha diretto una nuova produzione del musical al Watermill Theatre di Newbury dal 27 giugno al 9 ottobre 2004. In seguito la produzione è stata trasferita al Trafalgar Studios e poi all'Ambassadors Theatre di Londra. La peculiarità di questa produzione era l'assenza di un'orchestra, e gli attori stessi dovevano, oltre a cantare, anche suonare la colonna sonora del musical. È stata il primo revival di Sweeney Todd a Londra dopo dieci anni. Il cast comprendeva Paul Hegarty (Todd), Karen Mann (Lovett), Rebecca Jackson (Mendicante), Sam Kenyon (Tobias), Rebecca Jenkins (Johanna), David Ricardo-Pearce (Anthony) e Colin Wakefield (Turpin). La produzione ha chiuso il 5 febbraio 2005.

### Terzo revival di Broadway
La produzione di John Doyle è stata trasferita dal West End all'Eugene O'Neill Theatre di Broadway ed ha aperto con nuovo cast il 3 novembre 2005. Il cast, ancora una volta con funzione di orchestra, comprendeva: Patti LuPone (Mrs. Lovett/Tuba/Percussioni), Michael Cerveris (Todd/Chitarra), Manoel Felciano (Tobias/Violino/Clarinetto/Piano), Alexander Gemignani (Beadle/Piano/Tromba), Lauren Molina (Johanna/Violoncello), Benjamin Magnuson (Anthony/Violoncello/Piano), Mark Jacoby (Turpin/Tromba/Percussioni), Donna Lynne Champlin (Pirelli/Flauto/Piano), Diana DiMarzio (Mendicante/Clarinetto) e John Arbo (Fogg/Contrabbasso). La produzione è rimasta in scena 384 repliche ed è stata nominata a sei Tony Award, vincendone due: Miglior regia e migliori orchestrazioni. A causa della regia e della scenografia minimalista ed essenziale, la produzione è costata solo 3,5 milioni di dollari, poco a confronto di molti musical di Broadway. Il musical ha recuperato l'investimento iniziale in sole diciannove settimane. Un tour nazionale basato sulla produzione con la regia di Doyle è partito il 30 agosto 2007 con Judy Kaye (che aveva sostituito per breve tempo la LuPone a Broadway) e David Hess (Todd). Alexander Gemignani ha ricoperto il ruolo di Todd nel novembre 2007.

### Dublino
Il tenore irlandese David Shannon ha ricoperto il ruolo del barbiere assassino nell'acclamata produzione dublinese del musical che ha replicato al Gate Theatre dall'aprile al giugno 2007. Questa produzione aveva un approccio minimalistico con un cast di circa 14 attori ed un'orchestra di 7 elementi. Il cast comprendeva, oltre a Shannon, Simon Morgan (Anthony), Camille O'Sullivan (Mendicante), Anita Reeves (Mrs. Lovett), Barry McGovern (Turpin), Kenneth O'Regan (Messo), Lisa Lambe (Johanna), Robert Bannon (Tobias) e Mark O'Regan (Pirelli/Fogg).

### Parigi
Una nuova produzione del musical ha aperto al Theatre du Chatelet di Parigi, insieme ad un altro musical di Sondheim “A Little Night Music”. Sweeney Todd ha replicato dal 22 aprile al 21 maggio 2011. Questa produzione era diretta da Lee Blakeley, coreografata da Lorena Randi e con le scenografie di Tanya McAllin. Il ruolo di Todd era ricoperto da Rod Gilfry e Franco Pomponi, quello di Mrs. Lovett da Caroline O’Connor.

### Terzo revival del West End
Michael Ball e Imelda Staunton hanno ricoperto i ruoli principali in una nuova produzione del musical al Chichester Festival Theatre dal 24 settembre al 5 novembre 2011. Nel cast della produzione, diretta da Jonathan Kent, ci sono: Ball (Todd), Staunton (Lovett), John Bowe (Turpin), Lucy May Barker (Johanna) e Peter Polycarpou (Bamford) . La produzione è stata apprezzata sia dal pubblico che dalla critica, tanto che si è deciso di trasferire la produzione all'Adelphi Theatre di Londra dal 10 marzo al 22 settembre 2012.

### Quarto revival del West End
Nel 2015 il produttore Cameron Mackintosh ha prodotto un nuovo revival londinese del musical, andato in scena da marzo a maggio in uno spazio appositamente costruito in Shaftesbury Avenue. Fanno parte del cast: Jeremy Secomb (Sweeney Todd), Siobhán McCarthy (Mrs. Lovett), Nadim Naaman (Anthony), Ian Mowat (Beadle), Duncan Smith (Turpin), Kiara Jay (Pirelli), Joseph Taylor (Toby) e Zoe Doano (Johanna).

### Altre
Los Angeles 1994: Edizione californiana diretta da Tim Dang.
New York City Opera 2004: Revival della produzione originale di Harold Prince interpretato da Elaine Paige e Mark Delavan, poi ripresa l'anno successivo con Timothy Nolen nel ruolo del protagonista.
Roma, 2011: Tradotto in italiano da Andrea Ascari, interpretato e prodotto da Andrea Croci (Sweeney Todd), Francesca Risoli (Johanna), Gianluca Spatti (Tobias Ragg) e Federica Ugolini (Mrs. Lovett); diretto da Dino Scuderi per la regia di Marco Simeoli.

### Compagnie operistiche
Il musical è stato frequentemente messo in scena (spesso in forma semplificata) da compagnie d'opera di numerose nazioni, dando vita a produzioni di breve durata all'interno delle stagioni teatrali. Importanti baritoni come Bryn Terfel, Timothy Nolen o Thomas Allen hanno interpretato il ruolo principale.

### Concerti
Numerose compagnie hanno realizzato, soprattutto negli ultimi anni, versioni dello spettacolo in forma concertistica o semiscenica. Tra essi spiccano le seguenti:
- Los Angeles 1999: Con Kelsey Grammer (Todd), Christine Baranski (Lovett), Davis Gaines (Anthony), Neil Patrick Harris (Tobias), Ken Howard (Turpin), Melissa Manchester (Mendicante), Roland Rusinek (Johanna) e Roland Rusinek (Messo).
- New York 2000: Con George Hearn, Patti LuPone, Neil Patrick Harris, Davis Gaines, Audra McDonald e Paul Plishka.
- Londra 2000: Con Len Cariou, Judy Kaye, Davis Gaines, John Owen-Jones.
- San Francisco, 2001: Con George Hearn, Patti LuPone, Neil Patrick Harris, Davis Gaines, Victoria Clark e Timothy Nolen
- Londra 2007: Con Bryn Terfel, Maria Friedman, Philip Quast, Daniel Evans, Rosemary Ashe, Emma Williams, Daniel Boys.
- New York, 2014: Con Bryn Terfel, Emma Thompson, Audra McDonald, Philip Quast, Jay Armstrong Johnson.
- Londra, 2015: Con Bryn Terfel, Emma Thompson, Philip Quast, John Owen-Jones, Rosalie Craig.

### Edizioni scolastiche
La Music Theatre International ha recentemente adattato il musical in una versione che possa essere eseguita da studenti delle scuole superiori. Questa versione, sostanzialmente, consiste nell'eliminazione della canzone “Johanna” cantata dal Giudice Turpin e da un cambiamento dei dialoghi della Mendicante, resi meno volgari e sessualmente meno espliciti. Un'altra sostanziale differenza è che il musical è adattato in modo tale che nessun assassinio avvenga sulla scena.
Tra le prime scuole ad aver rappresentato questa versione del musical ci sono: John Septimus Roe Anglican Community School (Perth, Australia), la Sunbeams School di Dacca (Bangladesh), la Ysgol Bryn Elian (Galles) e la Artestudio in Messico.

## Riconoscimenti

### Broadway
| Anno | Premio           | Categoria                                  | Nominato         | Risultato       |
| ---- | ---------------- | ------------------------------------------ | ---------------- | --------------- |
| 1979 | Tony Award       | Miglior musical                            | Miglior musical  | Vincitore/trice |
| 1979 | Tony Award       | Miglior libretto in un musical             | Hugh Wheeler     | Vincitore/trice |
| 1979 | Tony Award       | Miglior colonna sonora originale           | Stephen Sondheim | Vincitore/trice |
| 1979 | Tony Award       | Miglior attore protagonista in un musical  | Len Cariou       | Vincitore/trice |
| 1979 | Tony Award       | Miglior attrice protagonista in un musical | Angela Lansbury  | Vincitore/trice |
| 1979 | Tony Award       | Miglior regia di un musical                | Harold Prince    | Vincitore/trice |
| 1979 | Tony Award       | Migliori scenografie                       | Eugene Lee       | Vincitore/trice |
| 1979 | Tony Award       | Migliori costumi                           | Franne Lee       | Vincitore/trice |
| 1979 | Tony Award       | Migliori luci                              | Ken Billington   | Candidato/a     |
| 1979 | Drama Desk Award | Miglior musical                            | Miglior musical  | Vincitore/trice |
| 1979 | Drama Desk Award | Miglior sceneggiatura                      | Hugh Wheeler     | Vincitore/trice |
| 1979 | Drama Desk Award | Miglior libretto                           | Stephen Sondheim | Vincitore/trice |
| 1979 | Drama Desk Award | Miglior colonna sonora                     | Stephen Sondheim | Vincitore/trice |
| 1979 | Drama Desk Award | Miglior attore protagonista                | Len Cariou       | Vincitore/trice |
| 1979 | Drama Desk Award | Migliore attrice protagonista              | Angela Lansbury  | Vincitore/trice |
| 1979 | Drama Desk Award | Miglior attore non protagonista            | Ken Jennings     | Vincitore/trice |
| 1979 | Drama Desk Award | Miglior attrice non protagonista           | Merle Louise     | Vincitore/trice |
| 1979 | Drama Desk Award | Migliori coreografie                       | Larry Fuller     | Candidato/a     |
| 1979 | Drama Desk Award | Miglior regia                              | Harold Prince    | Vincitore/trice |
| 1979 | Drama Desk Award | Miglior scenografie                        | Eugene Lee       | Candidato/a     |
| 1979 | Drama Desk Award | Migliori costumi                           | Franne Lee       | Candidato/a     |
| 1979 | Drama Desk Award | Migliori luci                              | Ken Billington   | Candidato/a     |

### West End
| Anno | Premio                 | Categoria                        | Nominato              | Risultato       |
| ---- | ---------------------- | -------------------------------- | --------------------- | --------------- |
| 1980 | Laurence Olivier Award | Miglior nuovo musical            | Miglior nuovo musical | Vincitore/trice |
| 1980 | Laurence Olivier Award | Miglior attore in un musical     | Denis Quilley         | Vincitore/trice |
| 1980 | Laurence Olivier Award | Miglior attrice non protagonista | Sheila Hancock        | Candidato/a     |

### Revival di Broadway
| Anno | Premio           | Categoria                                  | Nominato           | Risultato       |
| ---- | ---------------- | ------------------------------------------ | ------------------ | --------------- |
| 1990 | Tony Award       | Miglior revival                            | Miglior revival    | Candidato/a     |
| 1990 | Tony Award       | Miglior attore protagonista in un musical  | Bob Gunton         | Candidato/a     |
| 1990 | Tony Award       | Miglior attrice protagonista in un musical | Beth Fowler        | Candidato/a     |
| 1990 | Tony Award       | Miglior regia di un musical                | Susan H. Schulman  | Candidato/a     |
| 1990 | Drama Desk Award | Miglior revival                            | Miglior revival    | Candidato/a     |
| 1990 | Drama Desk Award | Miglior attore protagonista in un musical  | Bob Gunton         | Candidato/a     |
| 1990 | Drama Desk Award | Miglior attrice protagonista in un musical | Beth Fowler        | Candidato/a     |
| 1990 | Drama Desk Award | Miglior scenografia                        | James Morgan       | Candidato/a     |
| 1990 | Drama Desk Award | Migliori luci                              | Mary Jo Dondlinger | Vincitore/trice |

### Revival di Londra
| Anno | Premio                 | Categoria                       | Nominato         | Risultato       |
| ---- | ---------------------- | ------------------------------- | ---------------- | --------------- |
| 1994 | Laurence Olivier Award | Miglior revival                 | Miglior revival  | Vincitore/trice |
| 1994 | Laurence Olivier Award | Miglior attore in un musical    | Alun Armstrong   | Vincitore/trice |
| 1994 | Laurence Olivier Award | Miglior attrice in un musical   | Julia McKenzie   | Vincitore/trice |
| 1994 | Laurence Olivier Award | Miglior attore non protagonista | Adrian Lester    | Candidato/a     |
| 1994 | Laurence Olivier Award | Miglior attore non protagonista | Barry James      | Candidato/a     |
| 1994 | Laurence Olivier Award | Miglior regia                   | Declan Donnellan | Vincitore/trice |

### Secondo revival di Broadway
| Anno | Premio           | Categoria                                     | Nominato            | Risultato       |
| ---- | ---------------- | --------------------------------------------- | ------------------- | --------------- |
| 2006 | Tony Award       | Miglior revival                               | Miglior revival     | Candidato/a     |
| 2006 | Tony Award       | Miglior attore protagonista in un musical     | Michael Cerveris    | Candidato/a     |
| 2006 | Tony Award       | Miglior attrice protagonista in un musical    | Patti LuPone        | Candidato/a     |
| 2006 | Tony Award       | Miglior attore non protagonista               | Manoel Felciano     | Candidato/a     |
| 2006 | Tony Award       | Miglior regia di un musical                   | John Doyle          | Vincitore/trice |
| 2006 | Tony Award       | Migliori orchestrazioni                       | Sarah Travis        | Vincitore/trice |
| 2006 | Drama Desk Award | Miglior revival                               | Miglior revival     | Vincitore/trice |
| 2006 | Drama Desk Award | Miglior attore in un musical                  | Michael Cerveris    | Candidato/a     |
| 2006 | Drama Desk Award | Miglior attrice in un musical                 | Patti LuPone        | Candidato/a     |
| 2006 | Drama Desk Award | Miglior attore non protagonista in un musical | Alexander Gemignani | Candidato/a     |
| 2006 | Drama Desk Award | Migliori orchestrazioni                       | Sarah Travis        | Vincitore/trice |
| 2006 | Drama Desk Award | Miglior regia                                 | John Doyle          | Vincitore/trice |
| 2006 | Drama Desk Award | Miglior scenografia                           | John Doyle          | Candidato/a     |
| 2006 | Drama Desk Award | Migliori luci                                 | Richard G. Jones    | Vincitore/trice |
| 2006 | Drama Desk Award | Miglior Sound Design                          | Dan Moses Schreier  | Candidato/a     |

### Terzo revival del West End
| Anno | Premio                 | Categoria                      | Nominato        | Risultato       |
| ---- | ---------------------- | ------------------------------ | --------------- | --------------- |
| 2012 | Evening Standard Award | Miglior musical                | Miglior musical | Vincitore/trice |
| 2013 | Laurence Olivier Award | Miglior revival                | Miglior revival | Vincitore/trice |
| 2013 | Laurence Olivier Award | Miglior attore in un musical   | Michael Ball    | Vincitore/trice |
| 2013 | Laurence Olivier Award | Migliore attrice in un musical | Imelda Staunton | Vincitore/trice |
| 2013 | Laurence Olivier Award | Miglior costumi                | Anthony Ward    | Candidato/a     |
| 2013 | Laurence Olivier Award | Miglior disegno luci           | Mark Henderson  | Candidato/a     |
| 2013 | Laurence Olivier Award | Miglior Sound Design           | Paul Groothuis  | Candidato/a     |

## Adattamento cinematografico
Nel 2007 il regista Tim Burton, appassionato di questa storia sin dall'infanzia, ha realizzato una trasposizione cinematografica del musical, apportandovi il proprio riconoscibile, personale stile "gotico" e tagliando o riducendo alcuni brani (come ad esempio il tema The ballad of Sweeney Todd) per rendere l'opera più scorrevole per il pubblico del cinema. Inoltre, il personaggio di Tobias, originariamente un giovane uomo affetto da ritardo mentale, viene riadattato: nel film, è un orfanello di circa 10 anni. Il film è stato interpretato da Johnny Depp nel ruolo di Sweeney Todd, Helena Bonham Carter nel ruolo di Mrs. Lovett e Alan Rickman nel ruolo del giudice Turpin.